# Milano-Vignola 1979
La Milano-Vignola 1979, ventisettesima edizione della corsa, si svolse il 25 aprile 1979 per un percorso totale di 216,7 km, con partenza da San Giuliano Milanese ed arrivo a Vignola. La vittoria fu appannaggio del belga Roger De Vlaeminck, il quale completò la gara in 4h53'00", alla media di 44,375 km/h, precedendo gli italiani Pierino Gavazzi e Giusepep Martinelli.

## Ordine d'arrivo (Top 10)
| Pos. | Corridore           | Squadra     | Tempo    |
| ---- | ------------------- | ----------- | -------- |
| 1    | R. De Vlaeminck     | Gis Gelati  | 4h53'00" |
| 2    | Pierino Gavazzi     | Zonca       | s.t.     |
| 3    | Giuseppe Martinelli | S. Giacomo  | s.t.     |
| 4    | Giovanni Mantovani  | Inoxpran    | s.t.     |
| 5    | Knut Knudsen        | Bianchi     | s.t.     |
| 6    | Rik Van Linden      | Bianchi     | s.t.     |
| 7    | Sante Fossato       | Sanson      | s.t.     |
| 8    | Serge Demierre      | Zonca       | s.t.     |
| 9    | Claudio Torelli     | Zonca       | s.t.     |
| 10   | Luciano Borgognoni  | C.B.M. Fast | s.t.     |